# Friedrich Körner
Friedrich Körner (24 de enero de 1921 - 3 de septiembre de 1998) fue un piloto de caza y as de la aviación alemana que combatió en la Segunda Guerra Mundial sirviendo en la Luftwaffe. Se le acreditaron 36 derribos logrados en unas 250 misiones de combate. Todas sus victorias las logró pilotando el Messerschmitt Bf 109.

## Carrera militar
Körner ingresó en la Luftwaffe el 15 de noviembre de 1939 y tras finalizar su formación de piloto fue destinado al Grupo II./JG 27 en el norte de África el 4 de julio de 1941. Körner se anotó su primera victoria el 19 de marzo de 1942 sobre Tobruk. En junio de 1942, alcanzó los 20 derribos, consiguiendo 3 el 26 de junio, su mejor día como piloto de caza. El 4 de julio de 1942, un año después de su llegada, fue derribado mientras combatía con una formación de bombarderos de la RAF sobre la línea del frente, pilotaba el Bf 109 F-4/Trop (W.Nr. 8696) "4 Rojo". Körner fue capturado y enviado a un campo de prisioneros de guerra en Canadá. Quedó en libertad en 1947.

## Después de la guerra
Körner ingresó en la fuerza aérea del nuevo ejército alemán Bundesluftwaffe en 1955, y se retiró del servicio el 30 de junio de 1979 con el grado de Mayor General. Körner vivió en París hasta su muerte el 3 de septiembre de 1998.